# Bezirk Tachau
Der Bezirk Tachau (tschechisch Okresní hejtmanství Tachov) war ein Politischer Bezirk im Königreich Böhmen. Der Bezirk umfasste Gebiete Westen Böhmens im heutigen Plzeňský kraj (Okres Tachov). Sitz der Bezirkshauptmannschaft war die Stadt Tachau im Pilsner Kreis. Das Gebiet gehörte seit 1918 zur neu gegründeten Tschechoslowakei und ist seit 1993 Teil Tschechiens.

## Geschichte
Die modernen, politischen Bezirke der Habsburgermonarchie wurden 1868 im Zuge der Trennung der politischen von der judikativen Verwaltung geschaffen. Der Bezirk Tachau wurde 1868 aus den Gerichtsbezirken Pfraumberg und Tachau (Tachov) gebildet.
Im Bezirk Tachau lebten 1869 44.200 Personen, wobei der Bezirk ein Gebiet von 10,8 Quadratmeilen und 77 Gemeinden umfasste.
1900 beherbergte der Bezirk 41.911 Menschen, die auf einer Fläche von 621,90 km²  bzw. in 77 Gemeinde lebten.
Der Bezirk Tachau umfasste 1910 eine Fläche von 621,90 km² und beherbergte eine Bevölkerung von 43.441 Personen. Von den Einwohnern hatten 1910 43.152 Deutsch als Umgangssprache angegeben. Weites lebten im Bezirk 26 Tschechischsprachige und 263 Anderssprachige oder Staatsfremde. Zum Bezirk gehörten zwei Gerichtsbezirke mit insgesamt 77 Gemeinden bzw. 79 Katastralgemeinden.